# Chung Ting Ching
Chung Ting Ching es un deportista hongkonés que compitió en esgrima en silla de ruedas. Ganó cuatro medallas en los Juegos Paralímpicos de Verano en los años 2000 y 2012.

## Palmarés internacional
| Juegos Paralímpicos | Juegos Paralímpicos   | Juegos Paralímpicos | Juegos Paralímpicos               |
| Año                 | Lugar                 | Medalla             | Prueba                            |
| ------------------- | --------------------- | ------------------- | --------------------------------- |
| 2000                | Sídney (Australia)    | Medalla de plata    | Florete individual B              |
| 2000                | Sídney (Australia)    | Medalla de plata    | Espada individual B               |
| 2000                | Sídney (Australia)    | Medalla de bronce   | Espada por equipos                |
| 2012                | Londres (Reino Unido) | Medalla de bronce   | Florete por equipos clase abierta |